# Manfred Winter (Basketballspieler)
Manfred Winter (* 19. Januar 1963 in Paderborn) ist ein deutscher Sportjournalist und ehemaliger Basketballspieler. Er ist vor allem als Fernsehreporter und Kommentator von Basketballspielen bekannt. Selbst wurde der ehemalige Junioren-Nationalspieler mit Bayer Leverkusen und Saturn Köln dreimal Deutscher Meister und spielte auch mit seinem Stammverein aus Paderborn später noch in der Basketball-Bundesliga.

## Spielerlaufbahn
Winter machte seine ersten Schritte als Basketballer in seiner Heimatstadt Paderborn, in seiner Jugend verbrachte er als Austauschschüler die Saison 1980/81 an der Adolfo Camarillo High School im US-Bundesstaat Kalifornien. Er wechselte später zum TSV Bayer 04 Leverkusen, 1982 wurde er mit den Rheinländern deutscher A-Jugendmeister. Ihm gelang in Leverkusen den Sprung in die Herrenmannschaft des mehrfachen deutschen Meisters, er gewann mit den Rheinländern den deutschen Meistertitel in der Saison 1984/85. Zwischen 1981 und 1985 sammelte er in Leverkusen 74 Bundesliga-Einsätze (4,3 Punkte/Spiel).
Winter weilte während der Spielzeit 1985/86 an der San José State University in den USA, erzielte in 18 Spielen im Schnitt 1,2 Punkte für die Hochschulmannschaft. Später spielte er für Saturn Köln in der Bundesliga und gewann 1987 und 1988 weitere deutsche Meistertitel. Er trat mit Köln auch im Europapokal der Landesmeister an. Nach der Insolvenz des Kölner Vereins wechselte Winter zu seinem Stammverein nach Paderborn zurück, dessen Herrenmannschaft mittlerweile in der 2. Basketball-Bundesliga spielte. Mit dieser Mannschaft erreichte er 1994 den Aufstieg in die Bundesliga, es folgte jedoch der sofortige Wiederabstieg. Bald danach beendete Winter seine Karriere als Spieler.
Als Auswahlspieler erreichte Winter 1979 mit der deutschen Jugendnationalmannschaft bei der Kadetten-Europameisterschaft (EM) einen vierten Platz, bevor er 1982 im Aufgebot der Juniorenauswahl des DBB zusammen mit unter anderem Detlef Schrempf und Christian Welp bei der Junioren-EM 1982 einen fünften Platz belegte. Bei der ein Jahr später folgenden U19-Basketball-Weltmeisterschaft 1983 auf den Balearen, bei der man sogar überraschend den späteren Titelgewinner Vereinigte Staaten knapp nach Verlängerung bezwang, reichte es erneut zu einem fünften Platz.
Winters Sohn Lennard wurde ebenfalls Basketballspieler. Der im Jahr 2000 geborene Aufbauspieler war bis 2022 Mitglied der Bayer Giants Leverkusen in der 2. Bundesliga ProA.

## Karriere als Journalist
Winter absolvierte neben seiner Basketballlaufbahn ein Studium der Sportpublizistik an der Sporthochschule in Köln und war Kommilitone von Frank Buschmann. 1995 legte Winter an der Sporthochschule seine Diplomarbeit Die Sportart Basketball aus der Sicht von Schülerinnen und Schülern im Alter zwischen 10 und 16 Jahren vor. Er arbeitete in den Büros des Westdeutschen Rundfunks in Köln und Bielefeld, 1996 kam er zum DSF nach München und machte sich vor allem als Kommentator von Basketballspielen einen Namen. Nach der Krise der Kirch-Gruppe und der Insolvenz von KirchMedia machte er sich selbstständig und arbeitete in den folgenden Jahren als freier Journalist unter anderem für die Sender Sport1, Premiere, Sky Deutschland, Rheinmain TV und Center TV.